# Regnière-Écluse
Regnière-Écluse (picardisch: Érgnére-Écluse) ist eine nordfranzösische Gemeinde mit 130 Einwohnern (Stand 1. Januar 2022) im Département Somme in der Region Hauts-de-France. Die Gemeinde liegt im Arrondissement Abbeville und ist Teil der Communauté de communes Ponthieu-Marquenterre und des Kantons Rue.

## Geographie
Die weitgehend von Wäldern umgebene Gemeinde am Rand des Marquenterre wird im Süden vom Flüsschen Maye begrenzt, im Westen von der früheren Route nationale 1. Sie liegt rund acht Kilometer östlich von Rue. Im Südosten grenzt sie an den Wald Forêt Domaniale de Crécy. Zur Gemeinde gehören die Gehöfte Wacogne und Campigneulle. Das Gemeindegebiet liegt im Regionalen Naturpark Baie de Somme Picardie Maritime.

## Toponymie und Geschichte
Der Ort wird im Jahr 644 als Ragneri exclusa bezeichnet. Gautier II Tirel hatte nach 1130 die Herrschaft inne.

## Einwohner
| 1962 | 1968 | 1975 | 1982 | 1990 | 1999 | 2006 | 2011 |
| ---- | ---- | ---- | ---- | ---- | ---- | ---- | ---- |
| 146  | 157  | 154  | 120  | 125  | 122  | 134  | 137  |

## Verwaltung
Bürgermeister (maire) ist seit 2014 Pierre Bost.

## Sehenswürdigkeiten

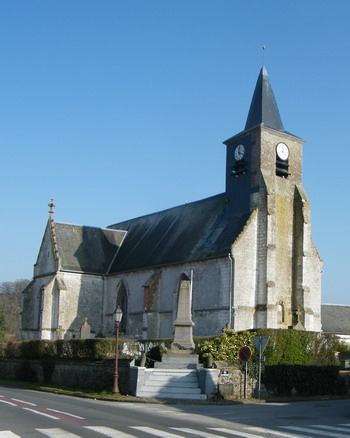
Kirche Saint-Martin und Kriegerdenkmal

- Schloss aus dem Jahr 1553 mit Landschaftspark, im 19. Jahrhundert im neugotischen Ritterstil umgebaut, nach Eintragungen 1976 und 2005 im Jahr 2006 als Monument historique klassifiziert[1]
- Kirche Saint-Martin mit Kriegerdenkmal